# Jon Meloan
Jonathan Michael Meloan (né le 11 juillet 1984 à Houston, Texas, États-Unis) est un ancien lanceur droitier de baseball. Il évolue en Ligue majeure de baseball de 2007 à 2009.

## Carrière
Après des études secondaires à la Taylor High School de Katy (Texas), Jon Meloan suit des études supérieures à l'université d'Arizona où il porte les couleurs des  Wildcats de 2003 à 2005.  
Meloan est repêché le 7 juin 2005 par les Dodgers de Los Angeles au cinquième tour de sélection. Il perçoit un bonus de 155 000 dollars à la signature de son premier contrat professionnel le 20 juin 2005. 
Il passe deux saisons en Ligues mineures avant d'effectuer ses débuts en Ligue majeure le 1er septembre 2007.
Avec Carlos Santana, alors en ligues mineures, Meloan est ransféré le 26 juillet 2008 chez les Indians de Cleveland contre Casey Blake, Meloan ne fait que deux apparitions sous l'uniforme des Indians en 2008. Relégué en Triple-A en 2009, il est échangé le 2 juillet 2009 aux Rays de Tampa Bay contre Winston Abreu. Mis en ballotage par les Rays, Meloan passe par l'organisation des Pirates de Pittsburgh entre le 12 août et le 2 septembre 2009, sans être appelé en Ligue majeure. 
De nouveau placé en ballotage, Meloan rejoint les Athletics d'Oakland le 2 septembre 2009. Il prend à six rencontres au plus haut niveau en toute fin de saison.
Il est absent du jeu en 2010 après une opération au bras, lance avec un club-école des Athletics en 2011 et participe à l'entraînement de printemps des Rangers du Texas en 2012. Libéré par les Rangers à la fin de l'entraînement, il s'engage chez les Ducks de Long Island, un club indépendant de la Atlantic League non affilié à une franchise des Ligues majeures. Le 24 juin, il est mis sous contrat par les Yankees de New York et assigné à leur club-école de Trenton.

## Statistiques
En saison régulière
| Statistiques de lanceur |            |    |    |    |     |   |   |    |      |    |       |
| Saison                  | Équipe     | G  | GS | CG | SHO | V | D | SV | IP   | SO | ERA   |
| 2007                    | LA Dodgers | 5  | 0  | 0  | 0   | 0 | 0 | 0  | 7.1  | 7  | 11,05 |
| 2008                    | Cleveland  | 2  | 0  | 0  | 0   | 0 | 0 | 0  | 2.0  | 2  | 0,00  |
| 2009                    | Oakland    | 6  | 0  | 0  | 0   | 0 | 0 | 0  | 8.1  | 10 | 0,00  |
| Totaux                  | Totaux     | 13 | 0  | 0  | 0   | 0 | 0 | 0  | 17.2 | 20 | 4,58  |

Note: G = Matches joués ; GS = Matches comme lanceur partant ; CG = Matches complets ; SHO = Blanchissages ; 
V = Victoires ; D = Défaites ; SV = Sauvetages ; IP = Manches lancées ; SO = retraits sur des prises ; ERA = Moyenne de points mérités.